# 库尔拉乌
库尔拉乌（法語：Courlaoux，法語發音：[kuʁlau]）是法国汝拉省的一个市镇，位于该省西部，属于隆斯勒索涅区。

## 地理
库尔拉乌（46°40'3"N, 5°27'42"E）面积12.42 平方千米，位于法国勃艮第-弗朗什-孔泰大區汝拉省，该省份为法国东部内陆省份，北起上索恩省，西北接科多尔省，西临索恩-卢瓦尔省，南至安省，东与杜省和瑞士接壤。
与库尔拉乌接壤的市镇（或旧市镇、城区）包括：方丹布吕、希伊勒维尼奥布勒、孔达米讷、库尔朗、弗雷比昂、莱勒波、布雷斯地区博尔派尔、特勒纳勒。

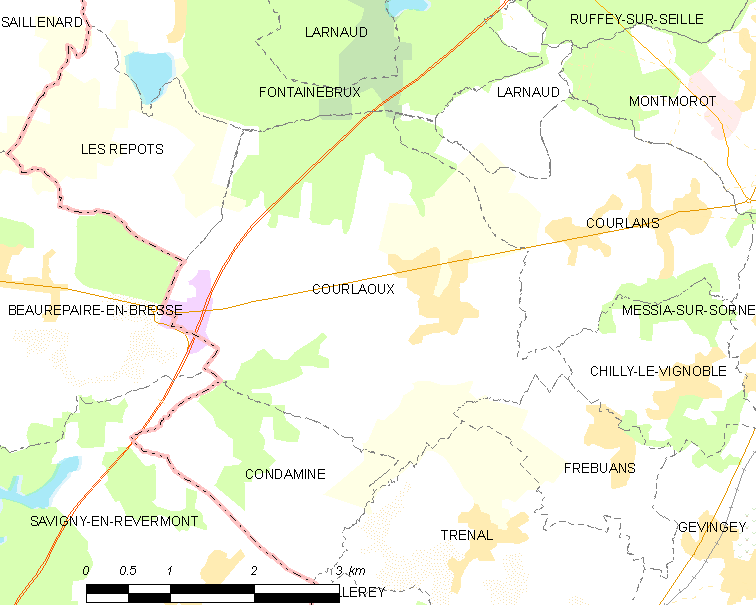
库尔拉乌的OSM定位图

库尔拉乌的时区为UTC+01:00、UTC+02:00（夏令时）。

## 行政
库尔拉乌的邮政编码为39570，INSEE市镇编码为39171。

## 政治
库尔拉乌所属的省级选区为隆斯勒索涅第一县。

## 人口

1962-2008年间库尔拉乌人口变化图示

库尔拉乌于2022年1月1日时的人口数量为1179人。